# El caos reptante
El caos reptante (The Crawling Chaos en inglés) es un relato fantástico del escritor norteamericano H. P. Lovecraft, coescrito con Winifred V. Jackson (también conocida como Elizabeth Berkeley) en 1920. Fue publicado por primera vez en abril de 1921 en The United Amateur.
Más allá de los éxtasis y horrores de De Quincey y los paradis artificiels de Baudelaire, Lovecraft detalla en este relato de surrealistas imágenes la naturaleza de los fantasmas que se revelan a la mente por la influencia alucinógena del opio, así como la dirección de los inauditos caminos por cuyo exótico curso se ve irresistiblemente lanzado el adicto.

## Argumento
El narrador, que padece una insufrible cefalea martilladora que le hace ansiar la curación, la inconsciencia o la muerte, cuenta su experiencia tras recibir una sobredosis de opio administrada accidentalmente por un médico agotado por el horror del «año de la plaga».
Primero experimenta una sensación de caída. El martilleo interior se vuelve algo que sucede en el exterior. Abre los ojos. Se encuentra en una habitación de singular moblaje, iluminada por muchas ventanas. El martilleo parece proceder de fuera. El pánico se apodera de él. Cierra todas las ventanas evitando mirar al exterior. Ahora el sonido amortiguado se vuelve algo más atrayente que aterrador. ¿Cuál es su procedencia? Abre una puerta, cruza un pasillo y llega a un mirador. Contempla un caótico torbellino de aguas. Ante el temor de que la casa sea engullida por éste, huye al lado opuesto. Allí encuentra una puerta por la que sale al exterior, donde le sorprende una vegetación tropical. Deja atrás la casa, apenas mayor que una cabaña, aunque sumamente heterogénea en su arquitectura. Avanza por un camino de arena blanca hasta alcanzar una cresta, tras la que contempla un valle de miles de acres, alfombrado por alta hierba, donde se alza una colosal palmera.
Pese al temor de que se esconda entre la hierba un tigre, la atracción irresistible que siente por la palmera colosal le hace arrastrarse hasta ella para reposar bajo su sombra protectora. De entre sus ramas, surge un muchacho con las facciones de un fauno. Escucha en el aire superior la exquisita melodía de un canto. Tras el muchacho aparecen dos seres de apariencia divina, que le dicen:

Ven, niño, has escuchado las voces y todo está bien. En Teloe, más allá de la Vía Láctea y las corrientes arinurianas, existen ciudades de ámbar y calcedonia. Y sobre sus cúpulas de múltiples facetas relumbran los reflejos de extrañas y hermosas estrellas. Bajo los puentes de marfil de Teloe fluyen ríos de oro líquido llevando embarcaciones de placer rumbo a la floreciente Cytarion de los Siete Soles. Y en Teloe y Cytarion no existe sino juventud, belleza y placer, ni se escuchan más sonidos que los de las risas, las canciones y el laúd. Sólo los dioses moran en Teloe, la de los ríos dorados, pero entre ellos tú habitarás.

Se eleva sobre la palmera y asciende, rodeado de jóvenes y doncellas iridiscentes que entonan dulces cantos mientras tañen sus laúdes. Pero el estruendoso batir del océano le hace saltarse la prohibición susurrada al oído por el joven faunesco de no mirar hacia abajo, donde la tierra está siendo cubierta por los remolinos del océano espumeante. De éste se elevan monolitos de los cuales el hombre nunca supo. El vapor que desprende el océano envuelve al planeta, volviéndose cada vez más denso. Llega hasta un solitario narrador, chamuscándole el rostro y las manos.
Un cegador y ensordecedor holocausto de fuego, humo y trueno disuelve la luna y el firmamento entero chilla mientras reverberaciones enloquecidas sacuden el estremecido éter.

Y cuando el humo clareó y traté de ver la tierra, tan sólo pude contemplar, contra el telón de frías y burlonas estrellas, al sol moribundo y a los pálidos y afligidos planetas buscando a su hermana.

## Edición en castellano
- Lovecraft, Howard Phillips (2013, reedición 2019). Más allá de los eones y otras historias en colaboración (José María Nebreda, trad.). Gótica 91. Madrid: Valdemar. ISBN 978-84-7702-895-6.